# Château de Tramezaygues
Le château de Tramezaygues est un édifice situé sur le territoire de la commune de Tramezaïgues dans le département français des Hautes-Pyrénées, en région Occitanie.

## Présentation
Le château de Tramezaygues est un château fort cité depuis le XIIe siècle mais sa construction pourrait remonter au siècle précédent, bâti sur un site d'éperon au confluent de la Neste d'Aure et du torrent du Rioumajou, au pied du pic de Tramezaïgues (2 548 mètres). Il sert de poste de surveillance frontalière jusqu'à la Révolution. Ce château est l'un des derniers vestiges en vallée d'Aure des tours à signaux ou tours de guet, avec la tour de Cadéac. Son enceinte date des XVIIe et XVIIIe siècles.
La fonction de ce château est avant tout militaire et défensive, servant de poste de surveillance depuis le sommet de la tour et communiquant avec les autres tours de guet de la vallée au moyen de feux. Il sert sans doute de prison et, au XVIIe siècle, devient un poste de douane. Après la Révolution, il perd de son intérêt militaire.
Les ruines du château sont inscrites aux monuments historiques le 11 juin 1980.
Les vestiges ont été restaurées en 1990.

## Architecture

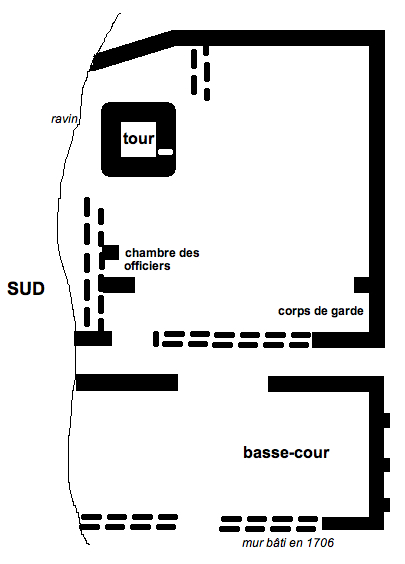
Plan du site (en pointillé les murs effondrés).

À l'origine, le château est constitué d'une tour ou donjon quadrangulaire avec trois niveaux :
- le rez-de-chaussée est aveugle ;
- le premier étage est accessible par une porte face nord, à 6 mètres du sol (échelle dressée dans la cour) ;
- le deuxième étage sommital est probablement une terrasse crénelée.

La défense est assurée par le ravin, côté sud, et par trois murs d'enceinte. Le mur oriental, face au village, qui comportait une porte d'entrée, s'est effondré en 1966.
La haute-cour du château présente des vestiges de constructions (chambre des officiers, corps de garde). La basse-cour était protégée par deux palissades en bois, remplacées en 1706 par des murailles avec canonnières.

## Galerie

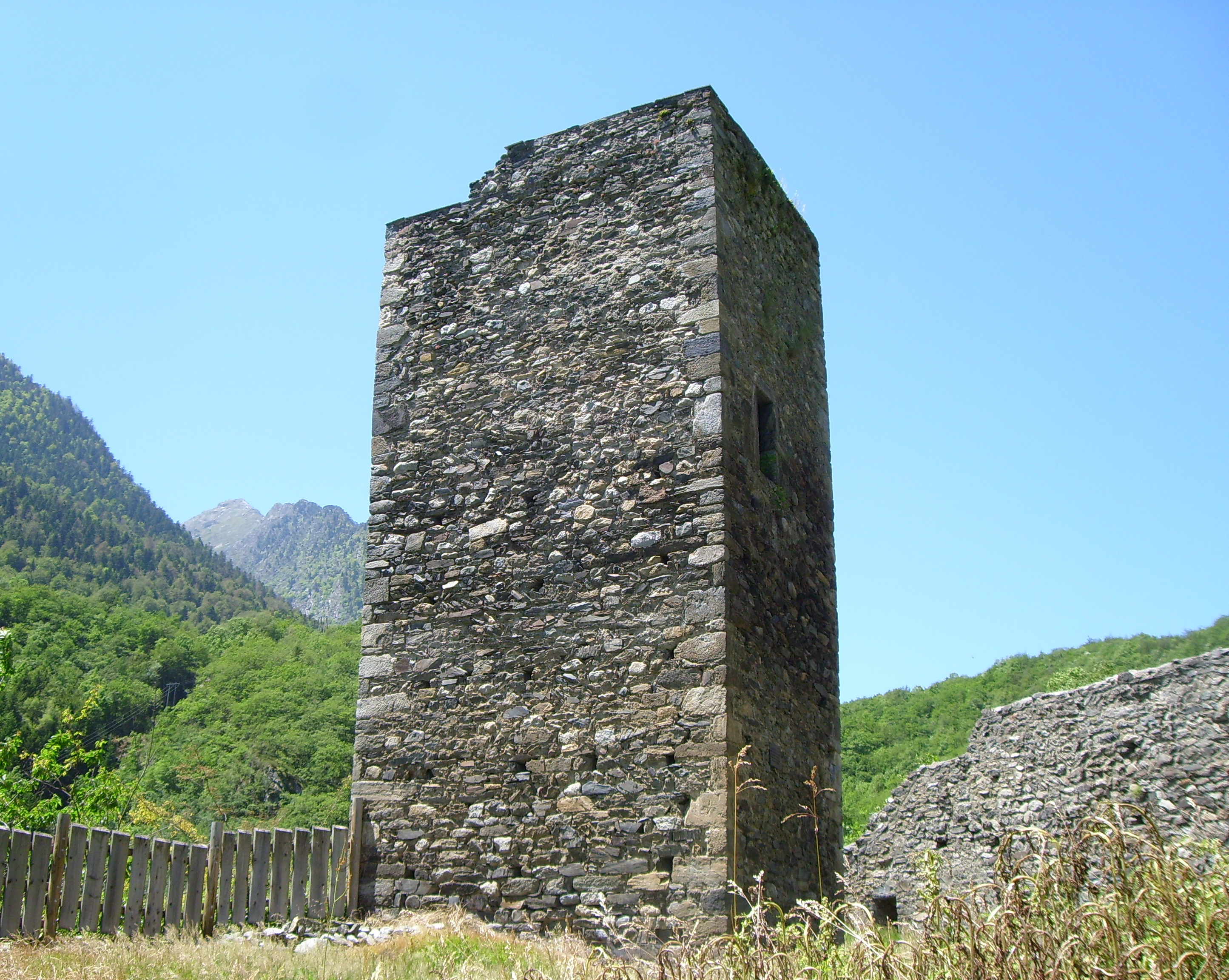
La tour du château.
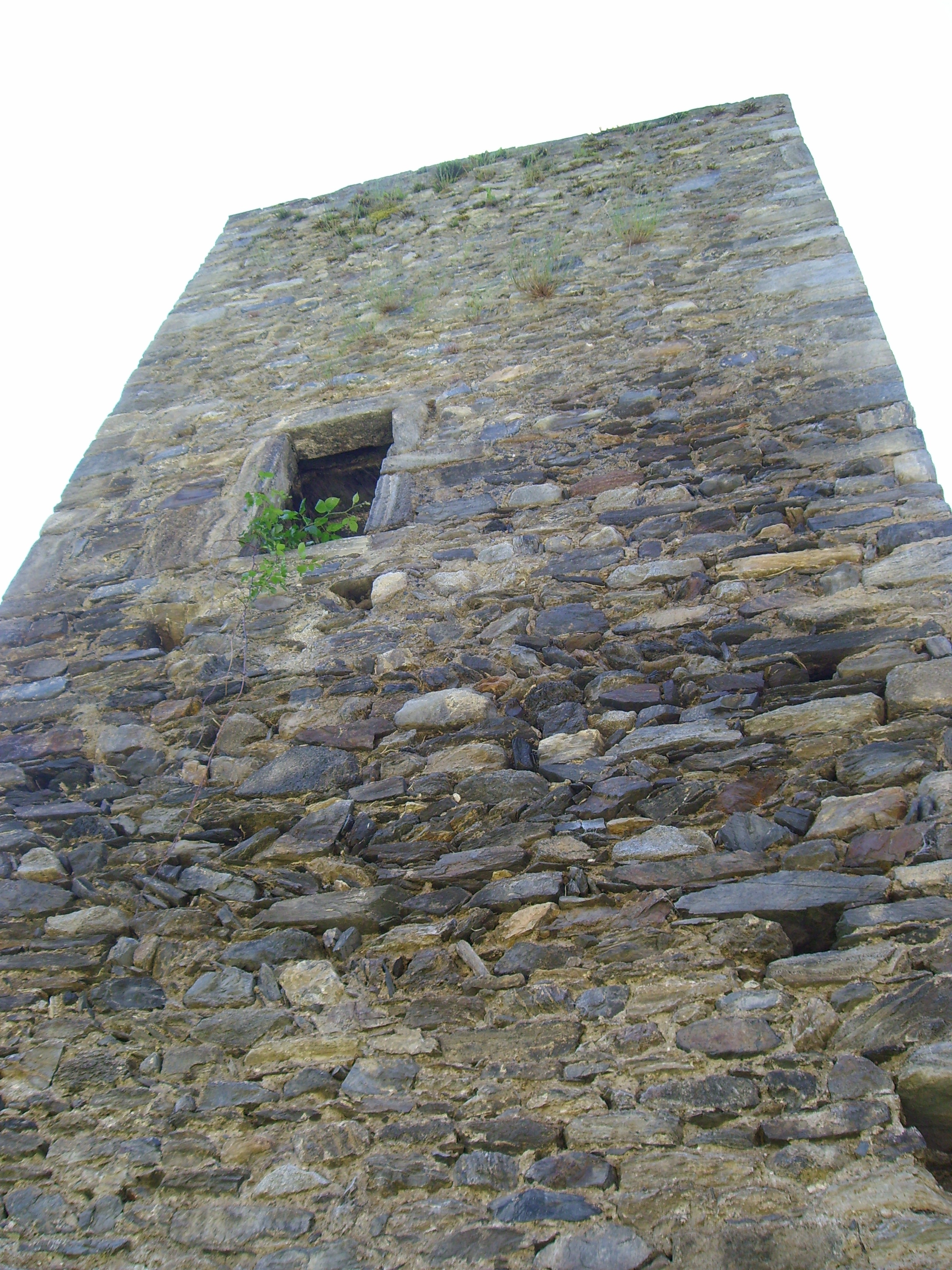
Face nord de la tour avec l'accès à 6 mètres du sol.
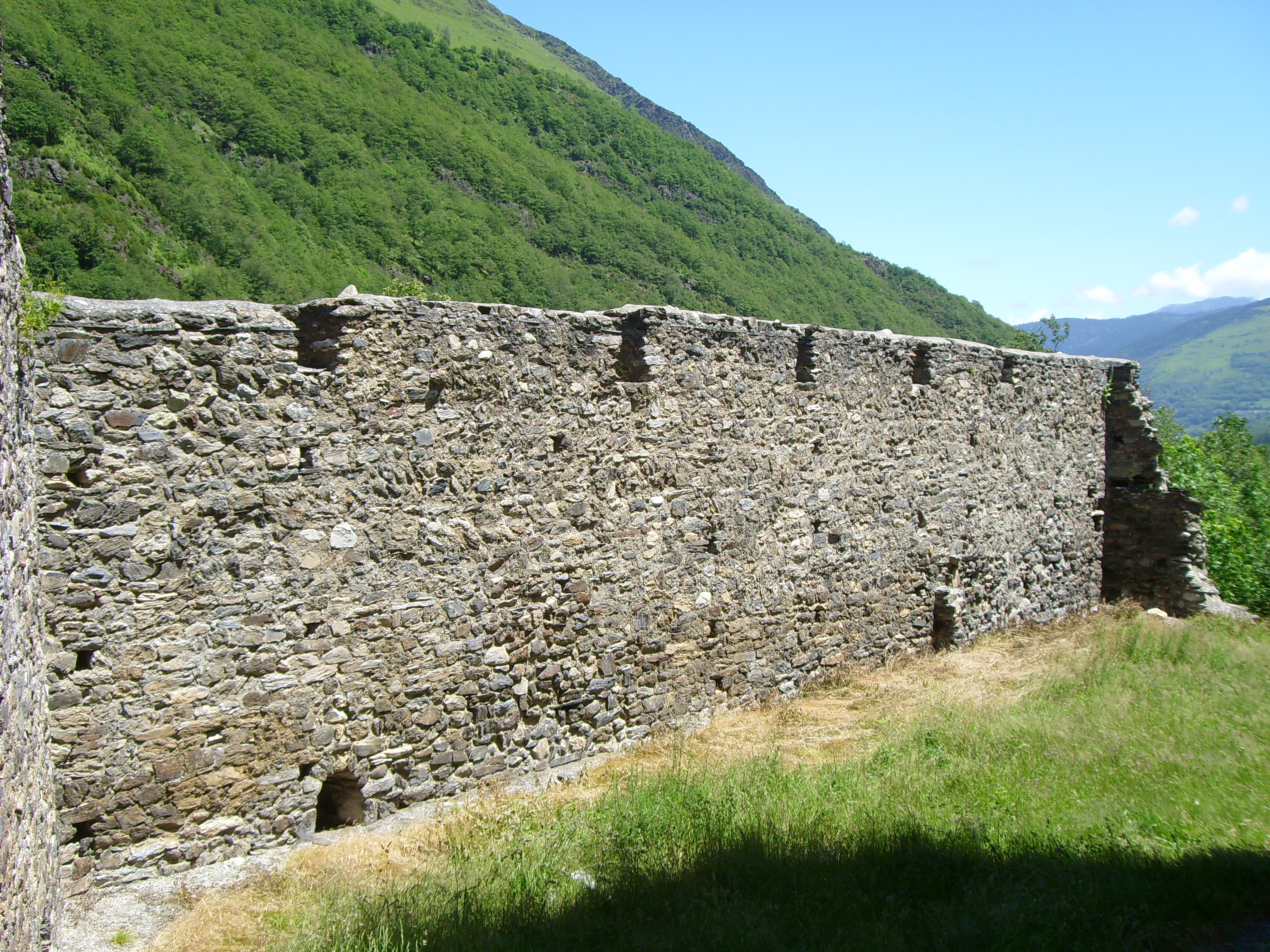
Mur nord de la haute-cour.
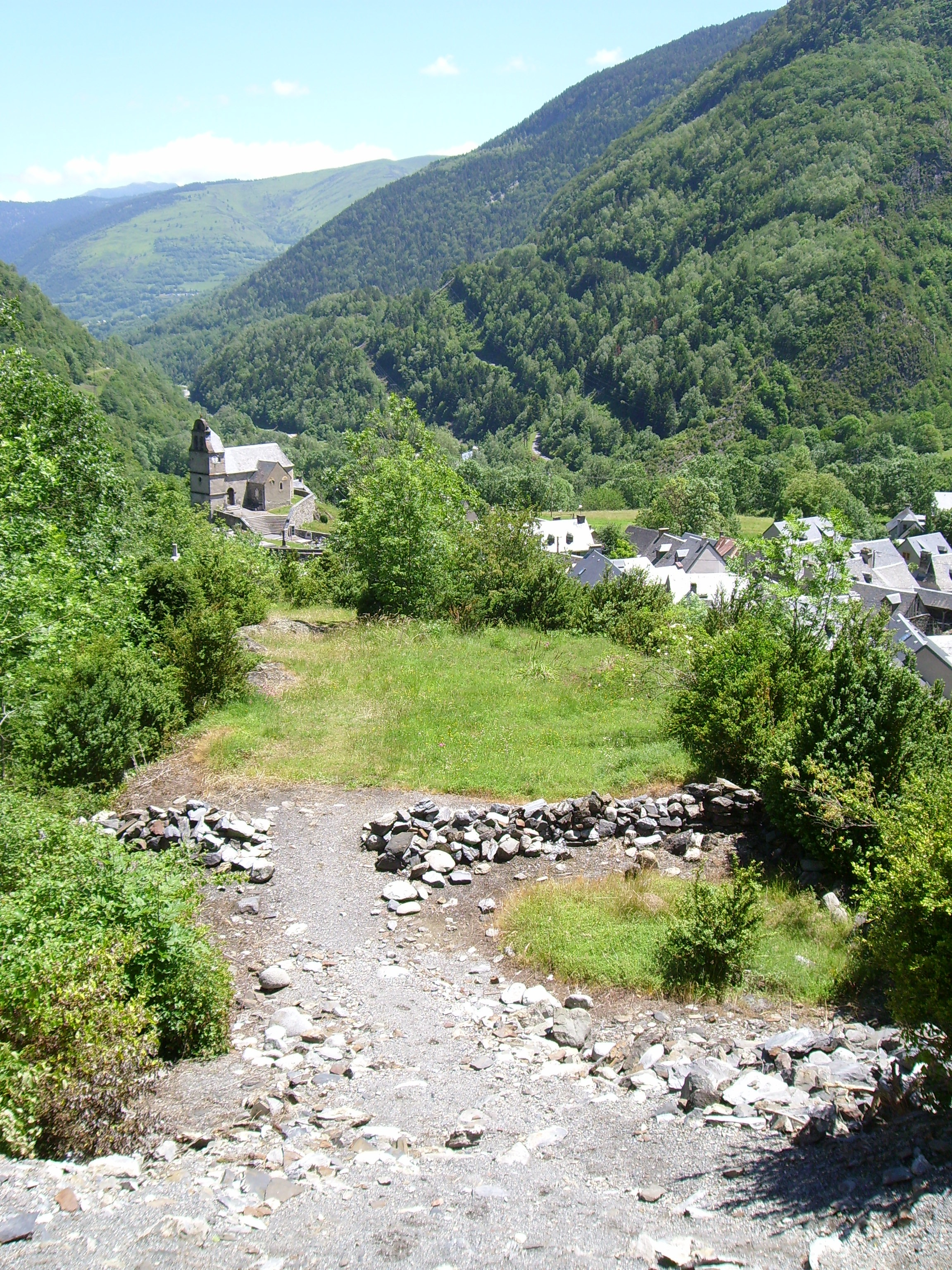
Basse-cour avec, en arrière-plan, l'église de Tramezaïgues.